# Луи Айер
Луи-Емил Айер (на френски: Louis-Emil Eyer), познат просто като Луи Айер, е швейцарски и български учител и общественик, смятан за основател на спортното движение в България. Загива на фронта в 1916 година през Първата световна война като български офицер в битката при Дойран.

## Биография
Луи Айер е роден в Бе, кантон Во, Швейцария през 1865 година. Живее в Хомберг, кантон Берн. Учи в Лозана, Женева и Ньошател и преподава спортни дисциплини в град Вьове.
В 1893 година българският просветен министър Георги Живков кани Луи Айер заедно с още 9 швейцарски педагози в България, за да поставят основите на спортното образование в страната. Айер преподава физическо възпитание в Лом (1894), Силистра (1903) и Русе (1909) и е главен треньор на юнашките дружества в страната. Въвежда спортовете лека атлетика, вдигане на тежести, борба, бокс. Ръководи техническата комисия при гимнастическия съюз „Юнак“.
При избухването на Балканската война Айер, макар и чужд гражданин, смята защитата на втората си родина за свой дълг. В деня на обявяването на мобилизацията сформира в Русе Юнашки легион, с който и се включва в българската войска като доброволец. По време на Междусъюзническата война Айер е командир на 1-ва рота на 12-а лозенградска дружина от Македоно-одринското опълчение, сформирана в Бургас. С нея се бие на Македонския фронт при Султан тепе и Драм теке. За героизъм в боя е произведен в български офицерски чин подпоручик и на 2 пъти е награждаван с кръст „За храброст“.
След разгрома на България в Междусъюзническата война в 1913 година издава на френски книгата „Pro Bulgaria“ (За България), в която защитава българските позиции и дарява всички приходи на българските ветерани от войните. Публикува статии за България във вестник „Ла Жьонев“.
При включването на България в Първата световна война Луи Айер отново доброволно се включва в армията. Първоначално е зачислен към обоза, срещу което протестира и е преназначен като офицер в 33-ти пехотен свищовски полк. Айер загива на 2 септември 1916 година като командир на рота от 33-ти полк при отбраната на град Дойран. Погребан е в село Чаушли, днес в Северна Македония.

## Памет
В 1991 година в Русе е учредено Българско-швейцарско дружество, което носи името „Луи Айер“. На него е наименуван стадионът в град Силистра.. В негова чест са наречени също улица в София (Карта) и връх Айер в планината Елсуърт, Антарктида.